# Beijing BJ212
Beijing BJ212 (кит. 北京212)  — китайський повнопривідний легковий автомобіль підвищеної прохідності (позашляховик).

## Історія
У 1961 році Пекінський автомобільний завод розробив позашляховик BJ 210 на базі двигуна Dongfanghong BJ 760, що був китайською копією радянського двигуна ГАЗ М21.
У 1963–1964 роках був спроектований позашляховик BJ212 більшого розміру. Його серійне виробництво почалося в 1964–1965 роках. Фактично китайські конструктори взяли за основу прототип радянського УАЗ-469, серійний випуск якого в СРСР почався пізніше. Вперше на публіці BJ212 з'явився у 1966 році під час параду на площі Тяньаньмень як інспекторська машина Мао Цзедуна.
BJ212 виготовлявся для армії та цивільного ринку (під назвами Zhanqi, Jinxuanfeng, Lieying, City Cruiser, Kuangchao та Ludi). З 1989 року більш відомий як BJ2020. До 1987 року було виготовлено більш ніж 460 тисяч одиниць.

## Модифікації
- BJ212А. 600-кг дводверна версія з сидіннями на 6 осіб позаду. Також був озброєний гарматою місцевого виробництва.
- BJ212F. BJ212A з твердим тентом.
- BJ212E. Розроблений у 1986 році. Новий американський двигун «Перкінс» та нова трансмісія.

## Країни-експлуатанти
- Чад
- Пакистан
- Китайська Народна Республіка
- Куба
- Сирія
- В'єтнам